# Oh Mother
"Oh Mother" là đĩa đơn thứ tư và cũng là đĩa đơn cuối cùng của Christina Aguilera ở châu Âu trích từ album thứ ba Back to Basics. Bài hát được viết bởi chính cô cùng Derryck Thornton, Mark Rankin, Liz Thornton, Kara DioGuardi và phát hành vào cuối năm 2007 dưới dạng đĩa đơn hai mặt cùng với "Slow Down Baby".

## Nhạc lý
"Oh Mother" là một bản pop mang âm hưởng ballad viết ở nốt C♯ minor trên nền nhạc R&B với giai điệu chầm chậm vừa phải. Đây là một bài hát sử dụng nhạc cụ đa dạng với guitar, keyboard, piano và đàn dây. "Oh Mother" có dựa trên khuôn mẫu bài hát "Vois Sur Ton Chemin" do Bruno Coulaist viết cho nhạc phim The Chorus năm 2004. Nhìn chung, bài hát có nhạc lý gần giống với "Hurt" nhưng so ra dễ thể hiện vì có tông thấp hơn.
Nội dung bài hát đề cập đến mối quan hệ đau buồn, đỗ vỡ của cha mẹ Aguilera. Quá khứ tuổi thơ luôn làm Aguilera ám ảnh và từ đó sáng tác ra nhiều bài hát hay về đề tài này. "Oh Mother" và "I'm OK" (một track trong album thứ hai Stripped) là những ví dụ.

## Phát hành
"Oh Mother" được phát hành vào tháng 11 tại Đức và cuối tháng 12 tại Anh. Bài hát đạt thành công vừa phải khi chỉ đạt vị trí #18 tại Đức, nằm trong Top 10 tại Thụy Sĩ airplay và Top 50 một số bảng xếp hạng airplay nhỏ khác tại châu Âu.
"Oh Mother" không được phát hành tại Mỹ nhưng có phát hành lại dưới dạng đĩa đơn hai mặt tại Úc, New Zealand và một số nước châu Á cùng với "Slow Down Baby".

## Video clip
Cũng như "Slow Down Baby", "Oh Mother" là đĩa đơn thứ hai mà Aguilera không thực hiện video clip. Bởi trong thời gian phát hành bài hát, Aguilera đã đến giai đoạn cận kề ngày sinh nở nên việc di chuyển là cấm tuyệt. Nhưng thay vào đó, Aguilera đã sử dụng video mà mình đã diễn live trong tour diễn vòng quanh thế giới Back to Basics Tour để "chữa cháy". Video phát sóng lần đầu tiên trên kênh VIVA tại Đức và lần lượt đến các nước châu Âu khác.
Trong live video, Aguilera xuất hiện trong bộ trang phục đỏ sậm mang đậm chất cổ điển ngồi hát trên một chiếc bàn, tay cầm chân chiếc ghế lật úp trên mặt bàn, chân đặt lên chiếc ghế ở sát mép bàn. Aguilera ngồi hát trước một màn hình rộng dùng để phát các video phụ kèm theo các màn trình diễn. Trong video phụ gồm hai phân cảnh: một đoạn diễn tả cảnh người chồng ngược đãi vợ, đoạn kia là hình ảnh một người mẹ hiền từ làm chỗ dựa cho đứa con gái của mình.

## Bảng xếp hạng
| Bảng xếp hạng   | Vị trí cao nhất |
| --------------- | --------------- |
| Đức             | 18              |
| Thụy Sĩ         | 79              |
| Pháp Airplay    | 25              |
| Anh Airplay     | 25              |
| Châu Âu Airplay | 29              |